# Kerkradio via internet
Kerkradio via internet is een vorm van kerkradio als vervanging van de kerktelefoon.
Het uitzenden van kerkdiensten via het medium internet is een betaalbare en kwalitatief goede oplossing, die bovendien geen beperkingen kent van het geografisch dekkingsgebied en flexibel tot grote aantallen luisteraars uitbreidbaar is. Anderzijds kan eenvoudig een besloten uitzending worden gecreëerd voor de eigen leden.

## Werking
Het geluid van de kerkdienst wordt ingevoerd in een kerkinternetzender (feitelijk een computer die het geluid omzet en verbinding maakt met het internet), die er een gecomprimeerd MP3-signaal van maakt. De zender heeft een breedbandverbinding met het internet, zodat luisteraars, waar ook ter wereld, kunnen "inloggen". Daarvoor moeten zij beschikken over een internetaansluiting en een IP-audio-ontvanger of een PC met daarvoor geschikte software. Het maakt daarbij niet uit of zij gebruikmaken van een standaardtelefoonlijn, ADSL of kabelinternet. De ontvanger haalt het MP3-signaal automatisch op en zet dit om in een analoog signaal, dat via de luidspreker(s) hoorbaar wordt weergegeven.
Om het geluid in de kerk geschikt te maken voor de distributie via internet, is een zogenaamde "audio streamer" nodig. Die zet het analoge signaal, afkomstig van de microfoon(s), om naar een digitaal MP3-signaal.
De stichting Intermediair Kerkomroep Nederland (sIKN) biedt sinds december 2009 ook (live) beelden aan vanuit de kerk.

## Externe service provider
In de standaardconfiguratie levert de internetzender in de kerk het MP3-signaal aan alle ontvangers die zijn "ingelogd". Hoe meer ontvangers er zijn ingeschakeld, hoe groter de bitstroom vanuit de PC naar het internet dus wordt. Bij de keuze van de upstreamcapaciteit van de internetverbinding in de kerk moet dus rekening worden gehouden met het aantal (potentiële) luisteraars.
Om dit probleem te omzeilen kan de kerk ervoor kiezen om een externe service provider in te schakelen. Hiermee hoeft de kerkinternetzender het geluidssignaal enkel naar de provider te verzenden voor verdere distributie. Omdat deze beschikt over een zeer hoge upstreamcapaciteit, kan een welhaast onbeperkt aantal luisteraars tegelijkertijd van signaal worden voorzien, live of op elk moment na afloop van de kerkdienst.